# Salgadinho (cantor)
Paulo Alexandre Nogueira Salgado Martins, mais conhecido como Salgadinho (São Paulo, 10 de janeiro de 1970), é um cantor e compositor brasileiro de samba, especialmente da vertente pagode.

## Carreira
Começou sua carreira musical como cavaquinista no grupo paulistano Katinguelê, do qual se tornou seu principal cantor e compositor durante a década de 1990, quando o grupo viveu seu auge comercial. Pelo grupo, compôs alguns dos principais sucessos comerciais do pagode na década, como "No compasso do criador", "Inaraí", "Recado a Minha Amada", "Um Doce Sabor", "Cilada", "Corpo Lúcido", "Pra gente matar a saudade", entre outros.
Em 2001, Salgadinho saiu do Katinguelê para se dedicar a uma carreira solo. Ele chegou a voltar ao seu antigo grupo por um breve período entre 2008 e 2010, mas logo retomou seu projeto solo.
Ele também participa, desde 2014, junto com outros músicos como Márcio Art, Chrigor e Netinho de Paula, do projeto Amigos do Pagode 90.
Em 26 de abril de 2019, lança o single "Sol e sal", com a participação de Ferrugem.
Em 2020, lança o EP “Salgadinho Experience”. No mesmo ano, lança o curso online "Academia do Cavaquinho", em que ensina técnicas do instrumento para iniciantes e músicos experientes.